# 長谷川豊
長谷川 豊（はせがわ ゆたか、1975年〈昭和50年〉8月12日 - ）は、日本の元アナウンサー、経営者、コンサルタント、プロデューサー。フジテレビ時代には『情報プレゼンター とくダネ!』や『めざましテレビ』のアナウンサー、競馬実況などを担当。フリーアナウンサー時代は『バラいろダンディ』メインMCなどを務めた。
高校時代に国民文化祭の朗読部門で全国1位。立命館大学産業社会学部情報・メディアコース卒業、および立命館大学放送局出身。アナウンサー時代は暴走・毒舌キャラとして知られ、2012年にフジテレビを退職した際には経緯をブログで公開し、『いつも一言多いあのアナウンサーのちょっとめったに聞けない話』（2013年、小学館）も出版した。
メディアや政治の裏側を語る講演活動を展開し、2018年に東久邇宮文化褒賞を受賞。2019年以降は株式会社OFFICE HASEGAWAや株式会社Media STARSの代表取締役を務め、テレビ番組や広告代理業務を手掛けている。

## 来歴・人物

### 生い立ち・学生時代
奈良県奈良市生まれ。祖父はチッソ興産（現：日祥）元代表取締役社長の長谷川達海。洛星中学校を経て、三重県の日生学園第一高等学校に進む。柔道部や劇団、合唱団で活動したといい、国民文化祭朗読部門で全国1位、全国高等学校総合文化祭弁論部門3位、NHK杯全国高校放送コンテスト朗読部門・番組製作部門三重県代表の実績をあげた。
立命館大学産業社会学部情報・メディアコースに進学。立命館大学放送局 (RBC) に所属し、競馬実況者の杉本清を参考にして実況の勉強していたという。メディアリテラシーを専門とする鈴木みどりの指導を仰ぐ。大学卒業後、1999年（平成11年）4月、フジテレビ入社。同期入社は内田恭子と大橋マキ。

### フジテレビ時代と退職騒動
フジテレビ1年目は『FNNスーパーニュース』のフィールドキャスターや競馬実況を担当し、入社2年目の2000年（平成12年）から『情報プレゼンター とくダネ!』を担当。ほかにも『スーパー競馬』『みんなのケイバ』『笑っていいとも!増刊号』『すぽると!』などに出演する。2010年（平成22年）9月、同局アナウンサーの佐野瑞樹の後任としてニューヨーク支局に赴任、『めざましテレビ』や『情報プレゼンター とくダネ!』でニューヨーク中継を担当。同年の予備選挙に備えたバラク・オバマ大統領の演説を取材し、この時期インタビューを受けなかった大統領に握手をして話しかけることができ「わざわざありがとう！非常にいい戦いが出来ているよ！」というコメントを得たという。2011年7月にはスペースシャトルの最後の打ち上げをリポートした。
2012年（平成24年）6月12日、フジテレビは「業務の規定に違反」したとして長谷川を降格処分、本社人事局付にしたと発表。その後は編成制作局編成情報センター著作権契約部に配置換えとなる。原因は「ニューヨーク滞在関連費用の不正使用」にあったといい、その全額を返還している。後のインタビューにおいて、ある社員の勘違いが原因であること、4組6人の弁護士に相談し、「不法領得の意思がまったくなく、お金を返そうとしているのが明確なことから、横領には当たらない」という見解を得ていたことを語っている。フジテレビを退社する前月の2013年3月、笠井信輔と小倉智昭が長谷川の元を訪れ、いずれアナウンサーに戻されると考えていた笠井からは退社を引き留められる。しかし、小倉からは「笠井はああ言ってるけどさ…自分の人生っていうのは、自分のためにこそあると思うよ」と応援されたという。
2013年4月1日、14年間を勤務したフジテレビを自主退職した。法的手段に訴えることは見送ったが、退職後に事の経緯や反論を記したブログを公開（「#外部リンク」も参照）。このブログは19日間で330万人の来訪者、2400万のPV（ページビュー）を記録し、これは当時非タレント系ブログの日本記録として報道された。なお、ライブドアの調査によると、4月2日に公開されたこのブログは、5月22日の時点で400万人が訪れ、2700万PVを記録したという。さらに小学館から声がかかったこともあり、退職の経緯を主に記した著書を執筆することになる。出版にあたっては、小学館の弁護士や法務担当者にも確認を取ったといい、2013年（平成25年）8月30日に『いつも一言多いあのアナウンサーのちょっとめったに聞けない話』として発売され、反響を呼んだ。この本には退職の経緯のみならず、ホリエモンによるニッポン放送買収事件などの業界裏話についても記されていた。

### フリーアナウンサー時代
2013年（平成25年）5月25日、映画『生贄のジレンマ』のプロモーション映像が公開され、その中でアナウンサー役で出演した。同年7月14日 『生贄のジレンマ』の公開記念舞台あいさつに司会者として出席。これがネットでの活動を除くと1年ぶりに公式の場への復帰となった。同年8月28日放送のTOKYO MX『ニッポン・ダンディ』に代理司会として出演、テレビ番組に復帰した。
同年8月30日には『いつも一言多いあのアナウンサーのちょっとめったに聞けない話』が発売され、反響を呼ぶ。また、同年10月からは同番組の毎月第1水曜日のレギュラー司会を担当。翌2014年（平成26年）4月1日より、TOKYO MXにて『ニッポン・ダンディ』をリニューアルした『バラいろダンディ』がスタートし、同番組のメインキャスターに起用された。同年11月28日にはテレビ大阪の夕方の報道特番『大阪の大問題』で、フジテレビを退社して以来初めてのニュースキャスターを務めた。
2015年4月には同局にて夕方のニュース番組『ニュースリアルFRIDAY』がスタートし、報道キャスターを務めるようになる。また、2014年から2015年にかけて数冊の著書を出版している（著書の節参照）。しかし2016年（平成28年）9月にブログが炎上し、多くの批判を受ける。最終的に『ニュースリアルFRIDAY』、『上沼・高田のクギズケ!』、『バラいろダンディ』から降板。ブログを転載していた『BLOGOS』との契約も打ち切られ、ゲストでテレビアニメ『ペペペペン議員』の声優を務める話も流れてしまう（詳細は節「コラムの炎上と番組降板」を参照）。

### コラムの炎上と番組降板
医療費の高騰に危機感を覚えて人工透析の取材をしていたが、2016年9月19日付のブログで「医者の言うことを何年も無視し続けて自業自得で人工透析になった患者の費用まで全額国負担でなければいけないのか？今のシステムは日本を亡ぼすだけだ!!」という主張を展開。しかし、「保育園落ちた日本死ね」を参考にしたという「自業自得の人工透析患者なんて、全員実費負担にさせよ！無理だと泣くならそのまま殺せ！今のシステムは日本を亡ぼすだけだ！！」というタイトルに読者から批判が殺到する（後にタイトルを謝罪とともに変更）。9月23日には全国腎臓病協議会からも抗議文が送られる事態に発展するも、25日に謝罪拒否した。
長谷川や家族に対する殺害予告が届き、最終的にはテレビ局のスポンサーや株主に対してまで嫌がらせや脅迫が届くようになったという。テレビ大阪と協議の上、9月30日から『ニュースリアルFRIDAY』を降板。読売テレビも、ブログやその後受けた抗議などを「総合的に判断した」として、『上沼・高田のクギズケ!』から長谷川を降板させた。ブログを転載していた『BLOGOS』では無修正で掲載したことが問題になるとともに、批判が殺到。契約は打ち切られる（「BLOGOS#長谷川豊記事掲載問題」も参照。長谷川自身はBLOGOSへの転載にあたって問題個所の表現修正を提案していたが、聞き入れられなかったという。）。
当初は続投の構えだった『バラいろダンディ』も10月4日の放映を最後に降板となった。同番組アシスタントの阿部哲子は10月5日のテレビ放映の1時間前に長谷川の降板を知らされたといい、番組において仲間を失う寂しさを覗かせた。同日に長谷川は全国腎臓病協議会へ謝罪文を送ることを宣言。10月17日付のブログでは、自身の妻子宛てに卑猥な写真や性的な玩具が送られているとして警察へ被害届を提出することを公表。ブログの言葉について、長谷川は「いらぬ偏見を植え付け、下らない誹謗中傷を誘う可能性のある内容」であったと謝罪した。
キャスターの堀潤は出演番組で長谷川の「自分が過激なことを言って議論が広がればいい」という意見を批判し「過激な文言はやっぱり議論が広がらない。過剰な批判しか呼ばない」と述べた。長谷川も自身のブログで「あまりに多くのPVが来ることに、とても気持ちよくなっていた」「中嶋さんの指摘する『ブログジャンキー』だったのだと思う」と反省し、翌年のインタビューでも「アナウンサーだから、内容や言葉遣いがあまりに攻撃的で行き過ぎていたと悩んでいた」と述懐している。

### 講演活動、選挙運動
「1人でも多くの人を救いたい」という想いで政界に挑戦。2017年（平成29年）10月、第48回衆議院議員総選挙の千葉1区（比例南関東ブロックで重複立候補）に日本維新の会公認で出馬したが、落選した。
一方で、フリーアナウンサーとして講演会講師やトークショーのMCも引き受けており、講演会では「伝える方法」やメディアの裏側について講演していた。100回以上の講演でメディアや政治の裏側を本音で語ったことが評価され、2018年（平成30年）11月1日には東久邇宮記念会（NPO法人発明知的財産研究会）から「東久邇宮文化褒賞」を表彰されている。
その後、2019年（令和元年）7月に実施予定の第25回参議院議員通常選挙に対しても、同年1月に日本維新の会から比例区の候補として公認を受けるが、被差別部落についての発言が問題となり5月23日に公認停止。6月10日には自ら公認を辞退する事態となった。

### 広告代理店経営
2019年7月のインタビューでは元アナウンサー、株式会社OFFICE HASEGAWAを経営する会社経営者の肩書で応じ、2020年6月の時点で企業の広報やPRについてのコンサルタントや企業顧問を展開。なお、コロナ禍の同年6月にはZoomで講演を行った。2021年現在、テレビ番組のプロデューサーを務めたり、株式会社Media STARSの代表取締役として企業や自治体の広告代理業務などを担っているという。
2025年8月に石破茂首相が大東亜戦争について「反省の意。」を表明した際にこの発言を痛烈に批判している。

## 受賞歴
- 国民文化祭 朗読部門 全国1位[17][18]
- 全国高等学校総合文化祭 弁論部門 3位[17][18]
- 東久邇宮文化褒賞（2018年）[22]

## 主な著作

### 著書
- 『いつも一言多いあのアナウンサーのちょっとめったに聞けない話』 小学館、2013年8月、ISBN 9784093798495。
- 『魔法のようによく分かる「伝わるプレゼン」の教科書』 サイゾー、2014年4月、ISBN 9784904209431。
- 『見たいテレビが今日もない～メディアの王様崩壊の現場～』 双葉社〈双葉新書 092〉、2014年5月、ISBN 9784575154436。
- 『テレビの裏側が面白いほどよくわかる「メディアリテラシー」の教科書』 サイゾー、2014年5月、ISBN 9784904209455。
- 『ワンピースに学ぶ反日問題』 ヴィレッジブックス、2014年5月、ISBN 978-4864911382。
- 『報道ステーションは正義か不実か』 KKベストセラーズ〈ベスト新書 485〉、2015年12月、ISBN 9784584124857。

### 連載・掲載
- 「すべてお話ししますが何か？」『東スポWeb』2013年9月25日 - 10月14日、全20回、東京スポーツ[3][67]。
- 「長谷川豊アナウンサー独占インタビュー」『競馬王』2014年9月号、11月号、ガイドワークス[68][69]。
- 「長谷川豊 - ウォッチ」『教えて!goo』2014年10月7日[70] - 2016年9月28日[71]、NTTレゾナント[72]。
- 『iRONNA』2015年5月3日 - 9月15日、全8回、産経デジタル[73]。
- 「私は批判に屈しない!!」『実話BUNKAタブー』2017年4月号 - 2019年9月号、全30回、コアマガジン[74][75]。

（転載ブログ）
- 『BLOGOS』LINE株式会社（2016年まで）[54][76]
- 『選挙ドットコム』イチニ株式会社（2017年以降）[77]
長谷川自身によるブログは「外部リンク」節を参照。

## フジテレビ時代の主な担当番組

### 地上波
報道・情報番組
| 期間                   | 期間                   | 番組名                     | 役職                                                                   |
| ---------------------- | ---------------------- | -------------------------- | ---------------------------------------------------------------------- |
| 新人時代（研修修了後） | 新人時代（研修修了後） | FNNスーパーニュース        | フィールドキャスター                                                   |
| 2000年4月3日           | 2010年10月1日          | 情報プレゼンター とくダネ! | プレゼンター兼笠井信輔の代役 ※一時期には、曜日別コーナーの進行役も担当 |
| 2010年10月2日          | 2012年6月2日           | めざましどようび           | ニューヨークレポーター                                                 |
| 2010年10月4日          | 2012年6月8日           | めざにゅ〜                 | ニューヨークレポーター                                                 |
| 2010年10月4日          | 2012年6月8日           | めざましテレビ             | ニューヨークレポーター                                                 |
| 2010年10月4日          | 2012年6月8日           | 情報プレゼンター とくダネ! | ニューヨーク中継でのコーナーキャスター                                 |
| 2010年10月4日          | 2012年6月8日           | FCIモーニングEye           | キャスター                                                             |

スポーツ関連番組
- すぽると![34][6]
- スーパー競馬[34][6]
- みんなのケイバ[6]
- みんなのKEIBA[32]
- 笑っていいとも!増刊号[6]
- うまプロ[32]
- 中央競馬ダイジェスト[32]

### 競馬のGI実況歴
競馬のGIでは、ウオッカの7馬身差勝利で知られる2009年のヴィクトリアマイルなどで実況を務めている。
- 中山グランドジャンプ[80]
- フェブラリーステークス（2008年 - 2010年）[81]
- NHKマイルカップ（2010年）[82]
- ヴィクトリアマイル（2009年）[15]

## フリー転向後の主な出演番組

### 地上波
報道・情報番組
| 期間           | 期間           | 番組名                                          | 役職                         |
| -------------- | -------------- | ----------------------------------------------- | ---------------------------- |
| 2013年8月頃    | 2016年10月2日  | 上沼・高田のクギズケ!（読売テレビ・中京テレビ） | パネリストでのレギュラー出演 |
| 2013年10月     | 2014年3月      | ニッポン・ダンディ（TOKYO MX）                  | 第1水曜日レギュラー司会MC    |
| 2013年11月     | 2014年8月      | たかじんNOマネーGOLDEN BLACK（テレビ大阪）      | ゲスト出演                   |
| 2014年4月      | 2016年10月4日  | バラいろダンディ（TOKYO MX）                    | MC                           |
| 2014年11月28日 | 2014年11月28日 | 報道特番『大阪の大問題』（テレビ大阪）          | 進行キャスター               |
| 2015年3月27日  | 2016年9月      | ニュースリアルFRIDAY（テレビ大阪）              | メインキャスター             |

その他
- 絶景じゃないと受けられない授業（2014年2月5日、広島ホームテレビ）-「アナウンサーの真実」講師[42]
- 選挙特番『飾りじゃないのよ!選挙は～一票の心理学II～』（2014年12月15日（2014年12月14日深夜）、テレビ大阪）[85]

### インターネットテレビ
- クイズダービーインパクト（2013年11月23日、ニコニコ生放送）- 司会[86]
- 今夜、釈明しますm(_ _)m #2（2017年5月27日、AbemaSPECIAL2チャンネル）- 会見人[87]